# Кончар, Драгица
Драгица Кончар, урождённая Драгица Стоич (хорв. Dragica Končar (Stojić), серб. Драгица Кончар (Стојић); 1 января 1915 — 21 августа 1942) — югославская партизанка, участница Народно-освободительной войны, Народная героиня Югославии. Жена Раде Кончара, также Народного героя Югославии.

## Биография
Родилась 1 января 1915 года в селе Йошан близ Удбины, в семье богатых крестьян Елены и Николы Стоичей. Окончила основную школу, поступила в училище в Коренице, где окончила 4 курса. Отправилась завершать обучение в Госпиче, но не сумела окончить училище. Вскоре переехала с семьёй в Загреб, где сначала работала на почте, а затем на фабрике печатных изделий «Батес». С октября 1935 года работала на автомеханическом заводе Степана Крушняка секретарём, с августа 1937 заняла должность в компании Siemens (производство электромоторов).
В Загребе познакомилась с Раде Кончаром, будущим секретарём ЦК КПХ, который включил её в революционное движение. Драгица вступила в спортивное сообщество «Металац», где занималась активно гандболом, а в апреле 1936 года вступила в Союз металлистов Югославии. С того момента активно стала продвигать идеи о вступлении рабочих в синдикат. Пропагандировала марксистские идеи на всех заводах Загреба, выдавала марксистскую литературу рабочим и писала статьи в газету «Женский мир».
С Раде обвенчалась 24 февраля 1938. После свадьбы при его помощи вступила в Союз коммунистов Югославии и начала активно бороться за права рабочих в Загребе. Участвовала в различных забастовках и демонстрациях, руководила деятельностью КПЮ в Загребе. Полиция несколько раз разгоняла эти демонстрации, а 28 декабря 1938 поймала Драгицу. Ещё пять раз она попадалась в руки органов правопорядка за следующие два года. Осенью 1940 года она возглавила Объединение рабочих синдикатов, которое было запрещено 30 декабря. 2 и 3 января 1941 она обошла десяток заводов, собирая демонстрантов. 4 января она повела демонстрантов на площадь Кватерника, где и попалась в шестой раз. Приговор суда был суров: 30 дней ареста и запрет на появление в Загребе в течение трёх лет.
Её изгнали в Лику, однако спустя 10 дней она вернулась в город, где с февраля 1941 года жила нелегально под чужим именем и работала на КПХ. После разгрома Югославии немцами и прихода к власти усташей она начала организовывать сопротивление фашистам. Прославилась как неустрашимая женщина и противница всяких искушений. В то же время она уже была беременна и ожидала сына. 4 марта 1942 в роддоме на Петровой улице она родила сына, которого назвала в честь мужа (он в это время в Шибенике ожидал своей смерти). После родов она отдала сына тайно на воспитание своим друзьям, а сама продолжала трудиться на благо партизан. В августе 1942 года её арестовали усташи и подвергли пыткам, однако она отказалась выдавать своих соратников. 21 августа 1942 её связали и сбросили со второго этажа тюрьмы. Драгица не выжила при падении.
Посмертно ей присвоили звание Народного героя 23 июля 1952 года.